# Ripenda Kosi
Ripenda Kosi je naselje u Republici Hrvatskoj, u sastavu Grada Labina, Istarska županija. 

## Stanovništvo
Prema popisu stanovništva iz 2001. godine, naselje je imalo 12 stanovnika te 6 obiteljskih kućanstava.
| broj stanovnika |       |       | 103   | 90    | 100   | 99    |       |       | 70    | 50    | 38    | 28    | 15    | 11    | 12    | 12    | 11    |
|                 | 1857. | 1869. | 1880. | 1890. | 1900. | 1910. | 1921. | 1931. | 1948. | 1953. | 1961. | 1971. | 1981. | 1991. | 2001. | 2011. | 2021. |

## Zanimljivost
Vatrogasni put pogodan za pješačenje spaja Ripendu Kosi s Rapcem, odakle pucaju panoramski vidici na Kvarnerski zaljev, obližnje otoke, Rijeku, Učku i drugo.